# Homiletik
Homiletik är läran om predikan. I kristet språkbruk är homiletik läran om predikokonst, och har som ämnesområde influerats av retorik och psykologi. Beteckningen homilet kan avse en predikant, forskare eller lärare i homiletik. Uttrycket homiletik som läran om predikan uppstod på 1600-talet.